# کاپرینو ورونزه
کاپرینو ورونزه (به ایتالیایی: Caprino Veronese) یک کومونه در ایتالیا است که در استان ورونا واقع شده‌است. کاپرینو ورونزه ۴۷٫۳ کیلومتر مربع مساحت و ۷٬۶۵۷ نفر جمعیت دارد و ۲۵۴ متر بالاتر از سطح دریا واقع شده‌است.

## خواهرخوانده
شهرهای گاو-آلگسهایم و Saulieu خواهرخوانده‌های کاپرینو ورونزه هستند.